# 崎山好春
崎山 好春（さきやま よしはる、1897年（明治30年）9月19日 - 1974年（昭和49年）6月10日）は日本の実業家。大同海運社長、大日海運会長を務めた。
作家で東京都知事をつとめた石原慎太郎、俳優石原裕次郎兄弟の実父石原潔の前妻勝子は崎山の妻の姪にあたる。

## 略歴
愛媛県温泉郡河野村（現在の松山市）に生まれた。父・崎山常五郎の二男。1917年（大正6年）、松山商業学校（現在の松山商業高校）を卒業。山下汽船に入社。1923年（大正12年）、家督を相続する。
1930年（昭和5年）、大同海運に転じ、近海配船課長営業部副長を歴任。1939年（昭和14年）、取締役のち常務専務を経て1949年（昭和24年）、社長に就任した。戦後、大日海運会長。1974年死去。

## 人物像
宗教は臨済宗。趣味は愛刀、弓道、長唄、囲碁。住所は兵庫県神戸市須磨区大手町8丁目、垂水区西垂水。

## 家族・親族
崎山家
- 父・常五郎[1][4]
- 継母・サツ（1877年 - ?、愛媛、中根利吉の二女）[4]
- 妻・綾子（1903年 - ?、愛媛、向井利平の長女）[5]
- 長男（1928年 - ）[5]
- 長女[5]
- 二女[5]
- 三女[4][5]

## 関連人物
- 石原潔
- 山下亀三郎
- 二神範蔵